# Jules og Gedeon Naudet
Jules Clément Naudet (født 26. april 1973 i Paris) og Thomas Gédéon Naudet (født 27. marts 1970 i Paris) er franske filminstruktører.
Brødrene er bosiddende i USA siden 1989, og befandt sig i New York under terrorangrebet den 11. september 2001. Jules fik som den eneste person optagelser af American Airlines' flynummer 11, der rammer World Trade Centers nordlige tårn.
Brødrene er uddannet fra Tisch School of the Arts i 1995. Deres første film Hope, Gloves and Redemption (2000) fokuserer på unge boksere i uddannelse i Bronx og Harlem.
Jules er gift med Jacqueline Longa og har to børn.